# Lypothora
Lypothora is een geslacht van vlinders van de familie bladrollers (Tortricidae), uit de onderfamilie Chlidanotinae.

## Soorten
- L. blanchardii (Butler, 1883)
- L. fernaldii (Butler, 1883)
- L. walsinghamii (Butler, 1883)